# Sollevamento pesi ai Giochi della X Olimpiade - Pesi leggeri
La competizione della categoria pesi leggeri (fino a 67,5 kg) di sollevamento pesi ai Giochi della X Olimpiade si è svolta il giorno 30 luglio 1932 al  Grand Olympic Auditorium di Los Angeles

## Regolamento
La classifica era ottenuta con la somma delle migliori alzate delle seguenti 3 prove:
- Distensione lenta
- Strappo
- Slancio

Su ogni prova ogni concorrente aveva diritto a tre alzate.

## Risultati
| Pos.    | Atleta          | Nazione     | Totale | Distensione lenta | Distensione lenta | Distensione lenta | Strappo | Strappo | Strappo | Slancio | Slancio | Slancio |
| Pos.    | Atleta          | Nazione     | Totale | 1                 | 2                 | 3                 | 1       | 2       | 3       | 1       | 2       | 3       |
| ------- | --------------- | ----------- | ------ | ----------------- | ----------------- | ----------------- | ------- | ------- | ------- | ------- | ------- | ------- |
| Oro     | René Duverger   | Francia     | 325,0  | 90                | 95                | 97,5              | 95      | 100     | 102,5   | 120     | 125     | 130     |
| Argento | Hans Haas       | Austria     | 307,5  | 77,5              | 82,5              | 85                | 95      | 100     | 102,5   | 125     | 130     | 130     |
| Bronzo  | Gastone Pierini | Italia      | 302,5  | 87,5              | 92,5              | 95                | 85      | 90      | 92,5    | 115     | 120     | 122,5   |
| 4       | Pierino Gabetti | Italia      | 300,0  | 77,5              | 82,5              | 85                | 90      | 95      | 95      | 120     | 120     | 120     |
| 5       | Arne Sundberg   | Stati Uniti | 285,0  | 72,5              | 77,5              | 77,5              | 85      | 90      | 92,5    | 112,5   | 117,5   | 122,5   |
| 6       | Walter Zagurski | Stati Uniti | 285,0  | 77,5              | 82,5              | 82,5              | 85      | 85      | 90      | 112,5   | 117,5   | 117,5   |